# Gerd von Rundstedt
Karl Rudolf Gerd von Rundstedt, född 12 december 1875 i Aschersleben, död 24 februari 1953 i Hannover, var en tysk militär. Han befordrades till generalfältmarskalk den 19 juli 1940.

## Biografi
Liksom de flesta andra tyska militärer i sin generation hade von Rundstedt deltagit i första världskriget. von Rundstedt hade gått i pension 1938 men inkallades av Hitler inför invasionen av Polen 1939 där han förde befälet över en armégrupp. Under detta fälttåg chockerades von Rundstedt över de nazistiska insatsgruppernas framfart, och krävde att judeförföljelserna omedelbart skulle upphöra. Protesterna gav dock inget resultat.
Han förde befälet över en armégrupp i Frankrike följande år och över Armégrupp Süd under Operation Barbarossa 1941.
Efter kriget uppgav von Rundstedt själv att han hade varit mycket skeptisk till planerna att invadera Sovjetunionen. Efter gräl om den militära strategin avskedades han av Hitler i december 1941, men återinsattes som överbefälhavare i väst och befälhavare för Armégrupp D den 15 mars 1942. 
Tillsammans med fältmarskalk Erwin Rommel inspekterade han Atlantvallen inför den väntade invasionen. von Rundstedt ansåg att den sannolikt skulle äga rum vid Calais, och därför koncentrerades försvarsanläggningarna dit. Det var en betydande faktor under invasionen. von Rundstedt ersattes av Günther von Kluge den 2 juli 1944 men efter von Kluges självmord var han fram till mars 1945 åter befälhavare. von Rundstedts roll som överbefälhavare i väst från von Kluges död till mars 1945 var i viss utsträckning nominell och symbolisk. Andra, framförallt Hitler, avgjorde den verkliga strategin. 
Efter andra världskriget anklagades von Rundstedt för krigsförbrytelser, men av hälsoskäl ställdes han inte inför rätta och frigavs 1949.
Han är allmänt ansedd som en typisk representant för den gamla preussiska officersadeln: artig och belevad, en extrem pliktmänniska och mycket skicklig strateg. På grund av sin höga ålder hade han dock svårt att till fullo ta till sig nymodigheter inom krigföringen, till exempel hur snabbrörliga pansarstyrkor opererar (det s.k. blixtkriget). Hitler visade förvånansvärt stor respekt för von Rundstedt och hans samtida kollegor uttalade sig i allmänhet positivt om von Rundstedt efter kriget.

## Befordringar
| Datum             | Tjänstegrad            |
| ----------------- | ---------------------- |
| 17 juni 1893      | Löjtnant               |
| 12 september 1902 | Överlöjtnant           |
| 24 mars 1907      | Kapten                 |
| 28 november 1914  | Major                  |
| 1 oktober 1920    | Överstelöjtnant        |
| 1 februari 1923   | Överste                |
| 1 november 1927   | Generalmajor           |
| 1 mars 1929       | Generallöjtnant        |
| 1 oktober 1932    | General av infanteriet |
| 1 mars 1938       | Generalöverste         |
| 19 juli 1940      | Generalfältmarskalk    |